# Palais Cavalli-Franchetti

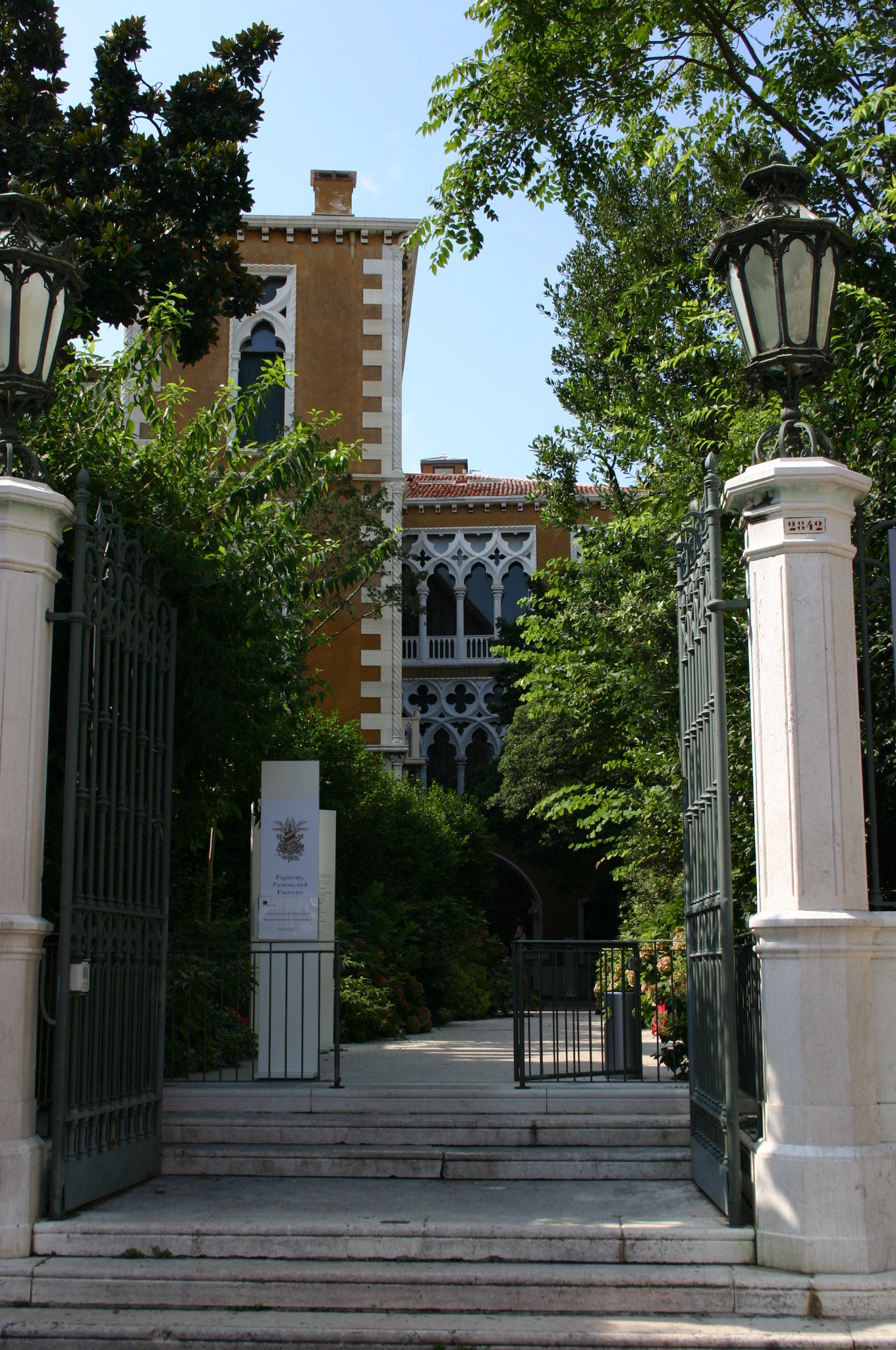
Accès au palais par le Campo Santo Stefano.

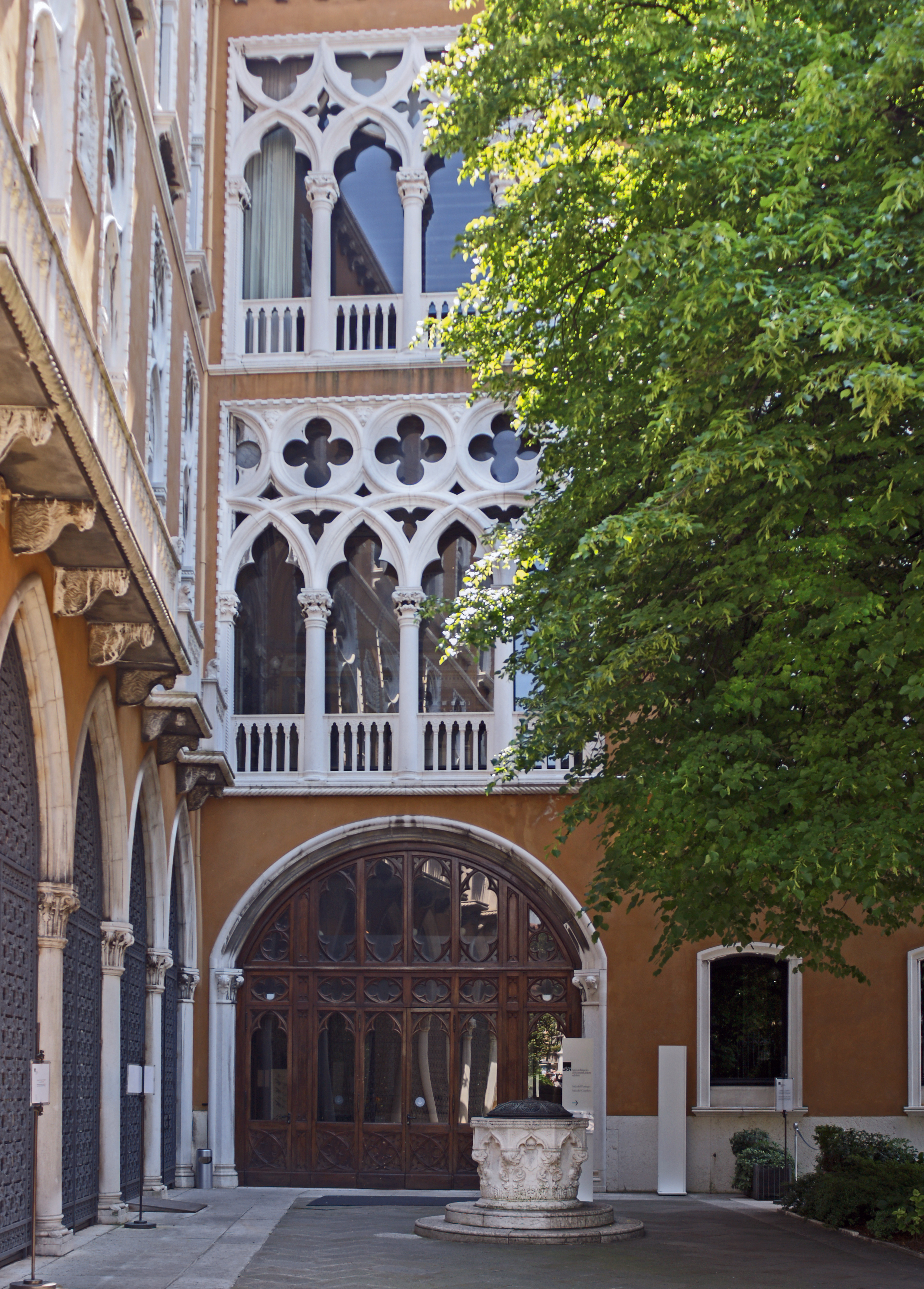
La cour et le puits

Le palais Cavalli-Franchetti, ou simplement palais Franchetti, est un bâtiment à Venise situé dans le quartier de San Marco, à proximité immédiate du pont de l'Accademia. Il s'étend à l'arrière du Campo Santo Stefano, près de l'église San Vidal. 
Depuis 1999, il appartient à l'Institut vénitien des sciences, des lettres et des arts, qui accueille des événements culturels fréquents. À l'intérieur il y a de nombreuses fondations ou écoles privées, comme l'IED (Instituto Europeo di Design) ou le Corila (Consortium pour la coordination des recherches relatives au système lagunaire de Venise). 

## Histoire
Construit dans la seconde moitié du XVe siècle en style gothique par la Famille Marcello, la propriété du palais est divisée au XVIe siècle entre les Gussoni, qui occuppent la partie supérieure à partie de 1514 et les Cavalli qui acquièrent le piano nobile en 1569. 
En 1847, alors que la Vénétie est sous domination autrichienne, il est cédé au jeune archiduc Frédéric Ferdinand de Habsbourg-Teschen, commandant supérieur de la marine de guerre impériale. Celui-ci unifie la propriété, qui était devenue un véritable millefeuille, en se portant acquéreur de l'ensemble. A l’intérieur du bâtiment, il entame un important travail de modernisation fonctionnelle, qui sera interrompu par sa mort prématurée en octobre 1847. 
Le palais fut ensuite loué puis acheté par le comte de Chambord, prétendant légitimiste au trône de France, qui s'y établit les hivers. Avec l'aide de l'architecte Giovanni Battista Meduna il entreprend la transformation moderne du bâtiment, avec la création notamment du beau jardin, que l'on admire toujours sur le flanc gauche du palais, qui fut réalisé grâce à l'achat et au remblaiement par le prince d'un chantier naval qui se trouvait là. Ce jardin fut réduit par rapport au projet initial, lors de la création par la ville de Venise en 1854, du pont métallique della Carità. Lorsque l'annexion de la Vénétie par l'Italie, en 1866, sonne la fin de la domination autrichienne sur la ville, le comte de Chambord quitte Venise et vend le palais et l'ensemble des meubles qui le garnissent.
En 1878, il est acheté par le baron Raimondo Franchetti, père d'Alberto, compositeur, et Giorgio (promoteur de la restauration de la Ca 'd'Oro). Les Franchetti, qui en demeurent les propriétaires jusqu'en 1922, conduisent une restauration radicale de cet ancien palais gothique, avec l'architecte Camillo Boito, et lui donnent l'aspect néogothique qu'on lui connait aujourd'hui.

## Architecture

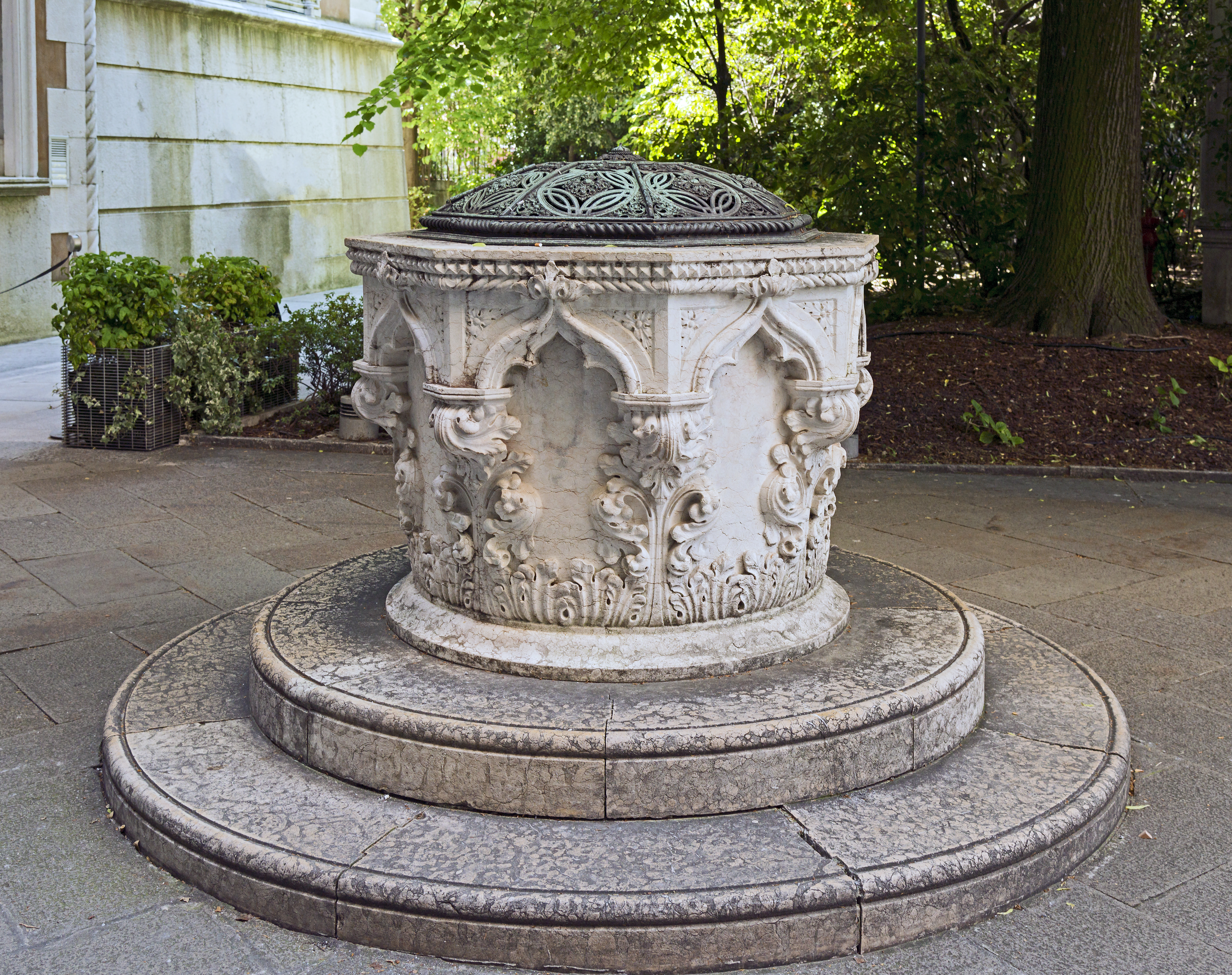
Le puits

C'est un exemple remarquable de l'architecture gothique, l'une des plus prestigieuses de celles situées dans la cité des Doges. La façade, qui remonte au XVe siècle, a cependant été fortement rénovée, à la suite des canons du style néo-gothique vénitien: l'appareil décoratif extérieur apparaît, en effet, loin de la simplicité formelle typique de nombreux autres édifices gothiques vénitiens.